# ان‌جی‌سی ۲۳۰
ان‌جی‌سی ۲۳۰ (انگلیسی: NGC 230) نام یک کهکشان مارپیچی در صورت فلکی نهنگ است.